# 宗宮修一
宗宮 修一（そうみや しゅういち、1960年12月22日 - ）は、元東海テレビ放送、WOWOWのアナウンサー。愛知県出身。
現在もWOWOWに籍を置いている。アナウンス業務からは離れ編成局著作権考査部、放送番組審議会事務局。

## 過去の出演番組

### 東海テレビ放送
- プロ野球中継（中日ドラゴンズ戦）
- プロ野球ニュース
- 東海クラシック
- ドリーム競馬（中京競馬場開催時）
- バレーボール中継

### WOWOW
- 全豪オープンテニス
- 全仏オープンテニス
- 全米オープンテニス
- 全米プロゴルフ選手権

### 東京メトロポリタンテレビジョン
- 東京NEWS